# نوبویوکی سوزوکی
نوبویوکی سوزوکی (انگلیسی: Nobuyuki Suzuki؛ زادهٔ ۱۴ اکتبر ۱۹۹۲) بازیگر اهل ژاپن است.